# Gjon Kolndrekaj
Gjon Kolndrekaj (Pejë, 18 giugno 1956) è un regista e produttore cinematografico italiano di origine kosovara.
Temi centrali dei suoi film sono l’ambiente, la fede, la scienza e le più vaste tradizioni appartenenti alla cultura umana.

## Biografia
Si forma inizialmente all'Accademia di Arte drammatica di Belgrado, con rettore Veljko Bulaji, per poi arrivare in Italia nel 1975 e studiare al Centro Sperimentale di Cinematografia, dove si è diplomato nel 1978. Qui ha incontrato Frank Capra, giunto in Italia nel 1977 per tenere un discorso agli studenti. Proprio con il famoso autore italo-americano, il regista Kolndrekaj firmò la sceneggiatura per il cortometraggio di diploma al Centro Sperimentale dal titolo Vento interiore. Segue come assistente volontario il film Rai Prova d'orchestra di Federico Fellini. Nel 1986 realizzò il primo videoclip solidale dal titolo Football Stars con la partecipazione di 40 campioni del mondo del calcio, tra i quali Michel Platini, Ruud Gullit, Alessandro Altobelli, Karl-Heinz Rummenigge e molti altri.

### Gli esordi
Grazie alla presentazione del suo cortometraggio Vento interiore al Festival di Venezia, e grazie alla collaborazione avuta con il regista Frank Capra, Kolndrekaj iniziò a lavorare ben presto nell'ambiente televisivo-cinematografico. Nel 1979 scrisse la sceneggiatura per il documentario d'inchiesta dal titolo Bambino poeta, distribuito dalla Rai.
Altro documentario d'inchiesta che fece molto scalpore fu Terza età, età inutile?. Il documentario, avvalendosi di uno stile molto asciutto, si pone la domanda sul ruolo della terza età nell'attuale società. Narratrice del documentario, anch'esso distribuito dalla Rai, era l'attrice Sarah Ferrati. Altro documentario d'inchiesta molto importante è Ragazze madri, che tratta il difficile tema delle ragazze madri, come suggerisce il titolo stesso, documentario premiato in più occasioni in vari Festival nel mondo. Molte altre opere furono distribuite e prodotte dalla Rai, ma particolare successo ebbe il film La passione di Cristo, interpretato da dei bambini della scuola elementare Trento e Trieste di Roma. Il film, anch'esso del 1979, ebbe particolari consensi, non solo in ambito televisivo ma anche cinematografico.
Nel 1980 realizzò Icone, gli occhi di Dio, un ulteriore documentario sulle icone sacre. Il documentario, diretto e prodotto da Kolndrekaj, porta la firma nella sceneggiatura dell'allora direttore generale della San Paolo Film, don Eligio Ermeti. Il documentario esprime, tramite le icone, la bellezza della teologia, la bellezza di Dio, per poi affrontare anche la nascita del carattere cirillico. Quest'anno è particolarmente significativo per il regista, che strinse il suo sodalizio artistico con il musicista Stelvio Cipriani. Dopo il grande successo ottenuto dal documentario Icone, gli occhi di Dio, gli furono affidati vari programmi televisivi, da lui spesso scritti e diretti, come Perché sport, perché campione – Come nasce un atleta di successo e il programma Happy Circus
Nel 1987 la Rai offrì all'autore e regista la possibilità di essere il regista di Linea verde, con la conduzione di Federico Fazzuoli. Prima dell'arrivo del regista, il programma si svolgeva principalmente in studio. Il format venne trasformato dal regista, spostando il focus del programma in esterna, così da meglio valorizzare l'ambiente, il paesaggio e le realtà vive del territorio, e tale è rimasto tuttora. Per meglio comprendere il lavoro svolto a Linea verde dal regista Kolndrekaj, è particolarmente utile la testimonianza del conduttore Federico Fazzuoli:
“La televisione prima di tutto immagine e poi parola. Noi costruivamo le trasmissioni a partire dalle immagini. La redazione lo sapeva e si impegnava a cercare le situazioni più adatte. Poi arrivava Gjon e creava il racconto, lo creava da zero, lo inventava. Vedeva la possibilità di un'immagine e tanto faceva fino a quando quell'immagine non era sua. Ha sempre avuto una naturale capacità di convincimento. Non costruivamo però scene fantastiche, finte. Volevamo valorizzare le immagini della realtà dell'Italia di quegli anni. I gesti di una donna in cucina, quelli di un gruppo di uomini impegnati nel raccogliere la frutta, piccole scene ma significative per raccontare l'Italia nascosta” (Federico Fazzuoli, intervista per il volume: Gjon Kolndrekaj - La fede come visione di Vittorio Giacci).
Nel 1997 ha diretto il docufilm Santa Caterina del Sinai: Dove Dio incontrò l'uomo, che si avvale della partecipazione, sia in qualità di sceneggiatore che di interprete di Mogol. Il documentario valse al regista numerosi premi in ambito sia religioso che laico, e favorì la nascita di un'importante serie televisiva, targata sempre Rai, dal titolo Viaggio nei luoghi del Sacro - Personaggi famosi nei luoghi della fede del 1999, primo progetto Giubileo voluto da papa Giovanni Paolo II. La serie è stata venduta in tutto il mondo, confermando così l'autore e regista, Gjon Kolndrekaj come uno dei massimi rappresentanti di documentari a tema religioso.
Nel 2008 ha girato il videoclip Totus Tuus. Non abbiate paura, realizzato in memoria di Giovanni Paolo II e il docu-film Madre Teresa, una Bambina di nome Gonhxe, primo documento che racconta le origini e l’infanzia di Madre Teresa partendo da personali documenti che la santa affidò personalmente a Kolndrekaj. Il documentario valse al regista molteplici candidature nei più prestigiosi Festival di documentari del mondo.
Nel 2009 ha diretto il film Matteo Ricci - Un gesuita nel regno del drago, sulla vita del gesuita Matteo Ricci proiettato in anteprima mondiale presso la Santa Sede, con la presenza dell'ambasciatore della Repubblica popolare Cinese Sun Yuxi, che per la prima volta varcò le soglie dello stato Vaticano. Il film è il primo nella storia a ricevere il patrocinio della compagnia di Gesù. Vari sono stati i festival dove il film è stato proiettato: Venezia, Roma, UNESCO, Parlamento Europeo, Expo di Shanghai e oltre 99 paesi nel mondo. Il film ha ottenuto i più alti riconoscimento dal governo della Cina e il libro tratto dal film è diventato un best seller.
Tra 2013 e il 2019 ha curato il progetto del video catechismo della Chiesa Cattolica, un film di 25 ore, diviso in 46 episodi, girato in 70 paesi del mondo. In esclusiva mondiale, i testi del Catechismo della Chiesa Cattolica vengono tradotti per la prima volta in immagini. L'opera è stata avallata da papa Benedetto XVI e successivamente da papa Francesco e da importanti dicasteri della Santa Sede. Il video catechismo è il suo primo prodotto ad essere girato in tecnologia 4K e si avvale di oltre 60.000 comparse in tutto il mondo. L'anteprima mondiale si è svolta a Roma il 25 ottobre 2018, presso la Pontificia Università Gregoriana, con la copertura mediatica delle più grandi testate giornalistiche e televisive al mondo.

## Filmografia

### Cortometraggi
- La libertà (1973)
- Il perdono (1974)
- Bianco e nero (1974)
- Malvagità (1978)
- Nella colonia penale (1978)
- Vento interiore (1979)

### Documentari
- Bambino poeta (1979)
- Dall'Albania in Italia. L'arte di Lin Delija (1979)
- Iconografie e liturgie d'oriente (1979)
- Ragazze madre (1979)
- San Francesco (1979)
- Le icone, gli occhi di Dio (1980)
- La via cinese di padre Matteo Ricci (1980)
- Santa Caterina del Sinai: dove Dio incontrò l'uomo (1997)
- Madre Teresa - Mani di Dio (2003)
- Con... fraternità, sempre in cammino (2008)

### Docu-film
- Basilicata terra d'Europa (1979)
- Terza età, età inutile? (1979)
- Tutto a tutti (1979)
- Madre Teresa. Una bambina di nome Gonxhe (2008)

## Televisione

### Programmi televisivi
- Cartoni magici (Rai 1, 1980-1981)
- Oplà il circo (Rai 1, 1980)
- Perché sport, perché campione (Rai 1, 1980)
- Hair - Non solo moda  (Rai 1, 1980)
- Happy Circus (Rai 1, 1981-1982)
- Forte Fortissimo TV Top (Rai 1, 1983-1984)
- Linea verde (Rai 1, 1987-1995)
- Giornata mondiale dell'alimentazione (Rai 1, 1987-1995)
- Una domenica per la Terra (Rai 1, 1987-1995)
- 30 spot sull'alimentazione  (Rai 1, 1989-1991)
- Linee guida per una sana alimentazione (Rai 1, 1990)
- Pianeta 2000 (Rai 1, 1992)
- L'altra America (Rai 1, 1994)
- Primo soccorso (Rai 3, 1995)
- Verde Fazzuoli (TMC, 1995)
- Avventura natura (TMC, 1996)
- Viaggiare con Mogol (Rai 1, 1996)
- Made in Italy (Rai 1, 1997)
- Viaggio nei luoghi del sacro (Rai 3, 1999)

### Film
- La Passione di Cristo (1979)
- Matteo Ricci. Un gesuita nel regno del drago (2009)
- Video Catechismo della Chiesa Cattolica (2019)

## Videoclip
- Alleluja Football Stars (1986)
- Little Song (1989)
- Onorevole dia il la (1997)
- Totus Tuus. Non abbiate paura (2008)

## Riconoscimenti
- 1979 - Terza età, età inutile? - Premio Mediterraneo al festival di Lampedusa
- 1980 - Le icone: Gli occhi di Dio - Premio del documentario al festival di Belgrado
- 1980 - La Passione di Cristo - Premio al festival di Salerno
- 1990 - Linea verde - Telegatto miglior regia
- 1999 - Viaggio nei luoghi del sacro - Celluloide d'oro al festival di Salerno
- 2008 - Madre Teresa - Una bambina di nome Gonxhe - Premio Europa dedicato a Madre Teresa, Miglior Documentario religioso festival di Salerno
- 2009 - Matteo Ricci - Un gesuita nel regno del drago - Miglior Documentario religioso festival di Salerno, Targa onoraria della libreria Nazionale di Taiwan, Festival di Salemi miglior documentario.
- 2016 - Premio alla carriera del Roma Film Festival
- 2019 - Palma d'oro Pax per la pace di Assisi